# Antropologia da religião
A Antropologia da Religião envolve o estudo das instituições religiosas em relação a outras instituições sociais, e da comparação de crenças e práticas religiosas em diferentes culturas.

## Perspectivas
No século XIX, a Antropologia era dominada por um interesse na evolução cultural; a maioria dos antropólogos assumiu uma distinção simples entre religião considerada "primitiva" e "moderna" e tentou fornecer relatos de como a primeira evoluiu para a segunda. No século XX, a maioria dos antropólogos rejeitou essa abordagem.
Hoje, a Antropologia da Religião reflete a influência ou o envolvimento de teóricos como Karl Marx, Sigmund Freud, Émile Durkheim, Max Weber, Marcel Mauss, Victor Turner, Clifford Geertz e Talal Asad, dentre outros.

### A religião para a Antropologia Evolucionista
Os antropólogos evolucionistas postulavam que certas práticas e crenças religiosas eram universais a todas as culturas. Todas as sociedades, em algum momento do seu desenvolvimento, teriam desenvolvido a crença em espíritos ou fantasmas, ou teriam feito uso de magia como um meio de controlar o supernatural; teriam também feito o uso de adivinhação como um meio de descobrir conhecimento oculto;  ou ainda, buscariam os resultados de rituais tal como oração e sacrifício como um meio de influenciar o resultado de vários eventos através de uma agência sobrenatural, às vezes sob a forma de xamanismo ou culto aos antepassados.
Por situar-se no entrecruzamento de dois fenômenos caros às sociedades ocidentais, a ciência e a religião, a magia foi uma das primeiras e mais fecundas questões teóricas da Antropologia. A primeira teorização da magia na antropologia – feita pela Escola Evolucionista – a concebeu como um estágio anterior à ciência, pelo qual todas as sociedades deveriam passar. James Frazer considerava a magia uma forma de ciência, pelo fato dela pretender agir sobre a natureza; contudo, por oferecer apenas explicações parciais, ela a considerava uma protociência. Para chegar ao estatuto de verdadeira ciência, a magia deveria, antes, transformar-se em religião. Para sustentar esta hipótese, Frazer partiu do princípio de que a magia sustentar-se-ia no temor pelo desconhecido e inexplicável, a religião ensinaria a veneração e a ciência demonstraria o amor à verdade.
Frazer elaborou uma teoria geral da magia para as sociedades primitivas, segundo a qual ela seria regida por dois princípios, o da similaridade e o do contato, que governariam as associações de ideias no espírito humano. A partir destes dois princípios Frazer classificou a magia em dois tipos, a magia imitativa – regida pela lei da similaridade - e a magia contagiosa – regida pela lei do contato. Da mesma forma que Edward Tylor, Frazer concebeu a magia como uma associação de ideias errôneas e, por este motivo, a classificou como “simpática”, ou seja, como algo que estabelece entre as coisas relações que não existem.

### A religião para Durkheim:As Formas Elementares da Vida Religiosa

O pensador francês Émile Durkheim foi muito importante para os estudos da religião.

Em 1912 Émile Durkheim publicou o livro As Formas Elementares da Vida Religiosa. Baseado no trabalho de Feuerbach, o sociólogo considerou a religião "uma projeção dos valores sociais da sociedade", "um meio de fazer afirmações simbólicas sobre a sociedade", "uma linguagem simbólica que faz afirmações sobre a ordem social"; em suma, "religião é sociedade que se cultua a si mesma".

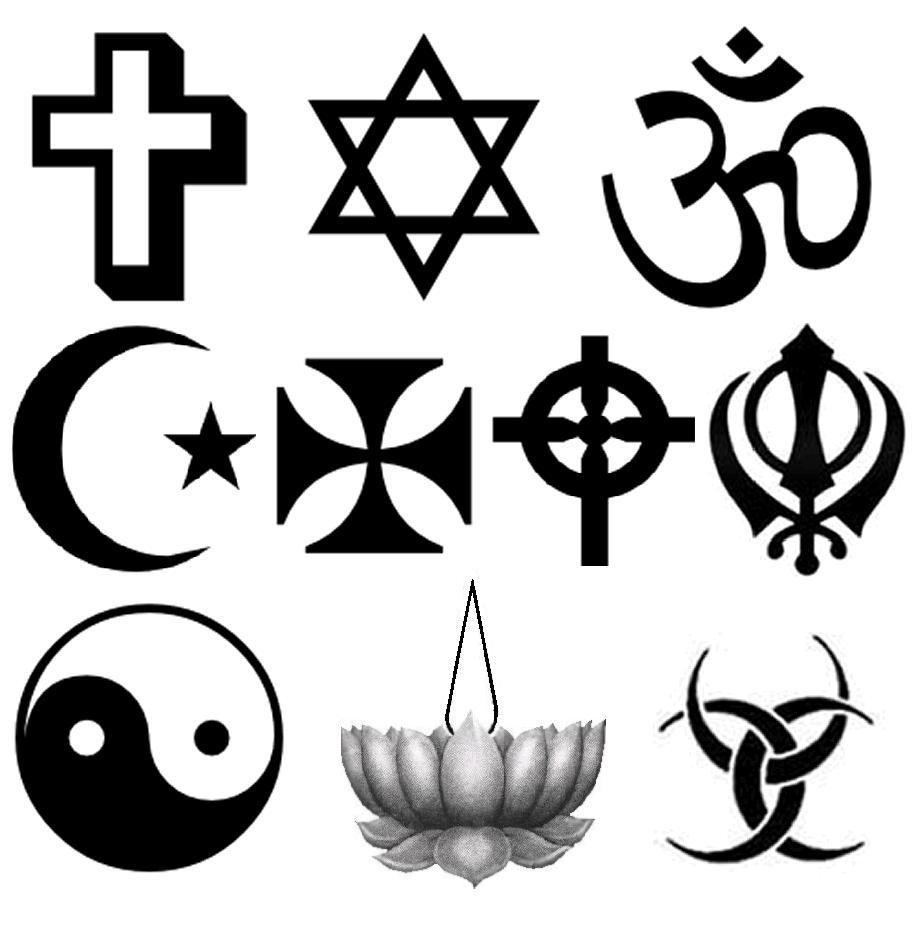
Símbolos religiosos

### Geertz e a abordagem hermenêutica da religião
Clifford Geertz buscou compreender a religião como fato cultural. O antropólogo norte-americano compreendia a cultura como um sistema de códigos simbólicos, construídos pelo próprio processo de desenvolvimento social e decodificados pelos membros que vivem neste sistema (tendo em vista que "a cultura é pública porque seu significado o é". O homem, segundo Geertz, é um animal amarrado a teias de significados que ele mesmo ajudou a tecer. Se cultura é uma teia de significados, mediada por símbolos, portanto a religião é um sistema de símbolos.
Geertz investigou como os símbolos adequam as ações humanas à ordem cósmica, à visão de mundo descrita pela religião. A religião seria a instância que ajustaria as ações humanas a esta ordem cósmica, projetando esta ordem nas próprias ações. O ritual, por sua vez, era compreendido por Geertz como um comportamento consagrado, que reforça a ideia de que as concepções religiosas são verdadeiras e as ações propostas, corretas. É no ritual que acontece a “transformação idiossincrática”, a “fusão simbólica” entre o ethos e a visão de mundo.
De acordo com Clifford Geertz, religião é "(1) um sistema de símbolos que atua para (2) estabelecer poderoso, penetrante, e modos de longa duração e motivações nos homens por  (3) formulação de concepções de ordem geral da existência e (4) vestindo essas concepções com tal aura de factualidade que (5) os humores e motivações parecem singularmente realistas" (Geertz 1966).

### A religião como uma categoria antropológica
Talal Asad discute a elaboração de teorias que afirmam a especificidade da religião frente a outras esferas sociais. De acordo com o autor, muitas das teorias sobre religião partem de um modelo ocidental moderno, o qual imprime à religião um caráter trans-histórico e transcultural. Seu argumento é que “não pode haver uma definição universal de religião, não apenas porque seus elementos constituintes e suas relações são historicamente específicos, mas porque esta definição é ela mesma o produto histórico de processos discursivos".
Neste sentido, o autor propõe que a antropologia da religião assuma como sua tarefa principal a explicitação das condições sociais de produção da religião, descrevendo e analisando os processos sociais que configuram o que é religioso em cada sociedade, ao invés de supor a existência de critérios cognitivos e universais capazes de determinar o que é a religião. Para isso, os antropólogos devem lançar mão da comparação como estratégia metodológica para demonstrar como as religiões são produtos de configurações sociais específicas.

### Outras perspectivas tipológicas
Anthony F.C. Wallace propõe quatro categorias de religião. Essas são, no entanto, categorias sintéticas e não abrangem necessariamente todas as religiões:
1. Individualista: Exemplo: busca da visão.
2. Xamanístico: Praticante religioso em tempo parcial, usa a religião para curar, para adivinhar, geralmente em nome de um cliente. Os Tillamook têm quatro categorias de xamã. Exemplos de xamãs: espiritualistas, curadores da fé, leitores da palma da mão. Aquele que adquiriu autoridade religiosa através dos seus próprios meios.
3. Comunal: elaborado conjunto de crenças e práticas; grupo de pessoas dispostas em clãs por linhagem, faixa etária ou algumas sociedades religiosas; as pessoas assumem papéis baseados no conhecimento e no culto ancestral.
4. Eclesiástico: Incorpora elementos dos três anteriores.

## Práticas e crenças religiosas específicas
- Amuleto
- Animismo
- Apoteose
- Apotropismo
- Astrologia
- Autoridade
- Culto
- Culto dos mortos
- Daemon
- Demónio
- Deus
- Deusa
- Dor
- Esoterismo
- Exorcismo
- Êxtase religioso
- Fantasma
- Fertilidade
- Fetiche
- Gênio
- Heresia
- Ícone
- Imortalidade
- Intercessão
- Magia
- Magia simpática
- Maldade
- Maldição
- Mana
- Maná
- Máscara
- Medicina
- Milagre
- Mito
- Monoteísmo
- Necromancia
- Nova Era
- Ocultismo
- Oferenda
- Oração
- Peregrinação
- Politeísmo
- Presságio
- Profecia
- Religião de mistérios
- Renascimento
- Ritual
- Salvação
- Sacrifício
- Sobrenatural
- Súplica
- Talismã
- Tarô
- Teísmo
- Totem
- Xamanismo

## Nota
Este artigo foi inicialmente traduzido do artigo da Wikipédia em inglês, cujo título é «Anthropology of religion».